# Żurrieq Football Club
Maillots
Le Zurrieq Football Club est un club de football maltais basé à Zurrieq, fondé en 1949.
Le club évolue pour la première fois en première division en 1980, et pour la dernière fois en l'an 2000. Le Żurrieq FC se classe troisième de la Premier League maltaise à trois reprises, en 1982, 1987 et 1988.

## Historique
- 1949 : fondation du club
- 1982 : 1re participation à une Coupe d'Europe (C3, saison 1982/83)

## Bilan sportif

### Palmarès
- Championnat de Malte D2
  - Champion : 1993

- Championnat de Malte D3
  - Champion : 1980

- Championnat de Malte D4
  - Champion : 1959, 1962, 1972

- Coupe de Malte
  - Vainqueur : 1985
  - Finaliste : 1984, 1986

- Supercoupe de Malte
  - Finaliste : 1985

### Bilan européen
Note : dans les résultats ci-dessous, le score du club est toujours donné en premier.
| Saison    | Compétition      | Tour                | Club             | Domicile | Extérieur | Total  |
| --------- | ---------------- | ------------------- | ---------------- | -------- | --------- | ------ |
| 1982-1983 | Coupe UEFA       | Premier tour        | Hajduk Split     | 1 - 4    | 0 - 4     | 1 - 8  |
| 1985-1986 | Coupe des coupes | Seizièmes de finale | KFC Uerdingen 05 | 0 - 3    | 0 - 9     | 0 - 12 |
| 1986-1987 | Coupe des coupes | Seizièmes de finale | Wrexham AFC      | 0 - 3    | 0 - 4     | 0 - 7  |

Légende
- Victoire ou qualification pour le tour suivant
- Match nul
- Défaite ou élimination de la compétition

## Entraîneurs
- ? :  Iro Curmi
- ? :  Claude Chetcuti
- ? :  Stefan Giglio
- 2012-2013 :  David Carabott